# Championnat de Suisse de baseball 2009
Navigation
2008 2010
Le Championnat de Suisse de baseball 2009, dit Ligue Nationale A, est la 29e édition de cette épreuve mettant aux prises les huit meilleures équipes suisses.
Les Therwil Flyers s'imposent 3-1 dans la série finale face aux Bern Cardinals. C'est leur septième titre dans la compétition.

## Format
Les équipes s'affrontent dans une poule unique au format round robin double, chaque journée étant composée d'un programme double. Les quatre premiers sont qualifiés pour les demi-finales et finale au meilleur des cinq rencontres.

## Clubs participants
| \| Zürich: Zürich Barracudas Zürich Challengers Bern Cardinals Embrach Mustangs Lausanne Indians Reussbühl Eagles Sissach Frogs Therwil Flyers Zürich \| Localisation des clubs engagés dans le championnat. |
| Zürich: Zürich Barracudas Zürich Challengers Bern Cardinals Embrach Mustangs Lausanne Indians Reussbühl Eagles Sissach Frogs Therwil Flyers Zürich                                                           |

| Équipe             | Ville    | Titres |
| ------------------ | -------- | ------ |
| Bern Cardinals     | Berne    | 5      |
| Embrach Rainbows   | Embrach  | 0      |
| Lausanne Indians   | Lausanne | 0      |
| Reussbühl Eagles   | Littau   | 0      |
| Sissach Frogs      | Sissach  | 0      |
| Therwil Flyers     | Therwil  | 7      |
| Zürich Barracudas  | Zurich   | 2      |
| Zürich Challengers | Zurich   | 8      |

## Saison régulière
| Pl. | Équipe             | J  | V  | D  | %    |
| --- | ------------------ | -- | -- | -- | ---- |
| 1   | Therwil Flyers     | 28 | 23 | 5  | .821 |
| 2   | Lausanne Indians   | 28 | 22 | 6  | .786 |
| 3   | Bern Cardinals     | 28 | 21 | 7  | .750 |
| 4   | Zürich Challengers | 28 | 15 | 13 | .536 |
| 5   | Embrach Rainbows   | 28 | 13 | 15 | .464 |
| 6   | Zürich Barracudas  | 28 | 12 | 16 | .429 |
| 7   | Sissach Frogs      | 28 | 5  | 23 | .179 |
| 8   | Reussbühl Eagles   | 28 | 1  | 27 | .036 |

## Phase finale
|  | Demi-finales       | Demi-finales   |                |   | Finale | Finale |
|  | Demi-finales       | Demi-finales   |                |   | Finale | Finale |
|  |                    |                |                |   |        |        |
|  |                    |                |                |   |        |        |
|  |                    |                |                |   |        |        |
|  | Therwil Flyers     | 3              |                |   |        |        |
|  | Therwil Flyers     | 3              |                |   |        |        |
|  | Zürich Challengers | 2              |                |   |        |        |
|  | Zürich Challengers | 2              | Therwil Flyers | 3 |        |        |
|  |                    |                | Therwil Flyers | 3 |        |        |
|  |                    | Bern Cardinals | 1              |   |        |        |
|  | Bern Cardinals     | Bern Cardinals | 1              | 3 |        |        |
|  | Bern Cardinals     |                |                | 3 |        |        |
|  | Lausanne Indians   | 2              |                |   |        |        |
|  | Lausanne Indians   | 2              |                |   |        |        |